# 區鎮樺
區鎮樺（英語： Joshua；1980年10月1日—2024年3月17日），前香港大埔區議會大埔中選區議員，曾任香港大埔區議會廣福及寶湖選區議員。曾是前綫、民主黨成員、區政聯盟副召集人，曾多次協助立法會議員劉慧卿在大埔區從事地區工作。曾任前綫執委、民主黨新界東支部副主席、大埔廣福邨廣智樓互助委員會秘書等。

## 生平

### 背景
區鎮樺在新界大埔區長大，就讀就讀大埔崇德黃建常紀念學校和大埔三育中學。

### 從政
2003年區議會選舉中，他在廣福選區參選，最後以1,716票，擊敗得到1,625票的王志強，成功當選。在2007年區議會選舉，區氏角逐連任， 他在「廣福及寶湖」選區以1,368票比2,644票敗於民建聯的林泉手下，得票率僅得33.56%未能連任。
2008年11月23日，前綫通過與民主黨合併，區隨後加入民主黨。
2011年11月6日，區氏在2011年區議會選舉，出選前民主黨成員鄭家富所屬的大埔中選區，以1271票擊敗兩名對手，重返區議會。

### 2015年香港區議會選舉
2015年11月22日，區鎮樺於大埔中選區角逐連任。這次他得到1,866票，以逾半的得票率，擊敗僅得1,444票的梅少峰，和僅得384票的文偉強，成功連任。

### 2016年香港立法會選舉
2016年，區參加2016年香港立法會選舉民主黨黨內甄選。

### 退出民主黨
同年11月16日，民主黨新界東支部改選，區鎮樺不滿授權票無效退選。其後傳出他和剛卸任民主黨副主席的沙田區議員李永成、將軍澳民生關注組主席柯耀林、沙田區議員丁仕元等多名昔日前綫成員，決定率領約50人退出民主黨。

### 2019年香港區議會選舉
2019年11月24日，區鎮樺參與區議會選舉，於大埔中選區再次角逐連任。這次他得到4,279票，再次擊敗僅得2,136票的梅少峰，成功連任。得票率達66.7%，比四年前的50.5%大幅提高。到了 2021 年中，政府擬追討區議員薪津，區鎮樺經考慮後，宣布辭去大埔區議員一職。他在辭職後，跟胞弟區鎮濠等人，以「區政聯盟大埔工作隊」名義，繼續地區工作。

## 辭世
2024年3月17日下午五點半左右，區鎮樺的弟弟、大埔前區議員區鎮濠在facebook公佈區鎮樺因急病於當天下午四時左右去世，臨終前家人、前同事和好友陪伴左右。

## 軼事
區鎮樺的弟弟區鎮濠曾經也是大埔區議員。
2020年，在口罩資源嚴重短缺時，不辭勞苦為大埔街坊搜購口罩。
任職大埔區議員期間，為大埔居民成功爭取增設大埔一田的避雨水走廊。

## 外部連結
- 區鎮樺的Facebook專頁